# Осиново (Україна)
Оси́ново (до 1919 — Білоцерківський, у 1919—2016 — Петрі́вка) — село в Україні, у Куп'янському районі Харківської області. Входить до складу Куп'янської міської громади. Населення становить 881 осіб.

## Географія
Село Осиново розміщене на річці Сенек (в основному на лівому березі) в місці впадання її в річку Оскіл. Вище за течією за 2 км розташовані села Тамарганівка і Стінка, на протилежному березі розташовані села Болдирівка і Прокопівка. На протилежному березі руки Оскіл розташовані селища Куп'янськ-Вузловий і Ківшарівка. Поруч проходить автомобільна дорога Р79. Через село проходить залізниця, станції Платформа 130 км і Осинове.

## Історія

Осинівський перелаз та слобода Дворічна мапі річки Оскіл XVII століття

Поселення засноване як хутір Святогірського монастиря у 1709 році на лівому березі річки Осинової. Спочатку хутір називався Білоцерківським, як вважають, за прізвищем першого поселенця. У 1919 році перейменований у Петрівку.
Під час організованого радянською владою Голодомору 1932—1933 років помер щонайменше 51 житель села.
У 2016 році перейменовано на Осиново.
До 2020 року орган місцевого самоврядування — Осинівська сільська рада.

## Населення

### Мова
Розподіл населення за рідною мовою за даними перепису 2001 року:
| Мова            | Кількість | Відсоток |
| --------------- | --------- | -------- |
| українська      | 798       | 90.57%   |
| російська       | 81        | 9.19%    |
| білоруська      | 1         | 0.12%    |
| інші/не вказали | 1         | 0.12%    |
| Усього          | 881       | 100%     |

## Культура

### Осинівська сільська бібліотека
Історія бібліотеки в селі Петрівка розпочалася після Другої світової війни. В сільській раді для неї була виділена кімната, де знаходилися три шафи з літературою. По словам очевидців, у бібліотеці спочатку було близько 500 примірників книг. З поліпшенням фінансування зростав і книжковий фонд.
У 1952 році в селі розпочалося будівництво нового клубу, яке тривало 3 роки. І от в 1955 році бібліотека розпочала свою роботу в новому приміщенні. В той час бібліотекарем працювала Лоза Світлана Іванівна. На той час перспективними напрямками роботи були бригадні абонементи та книгоношество. Пізніше в бібліотеку прийшла працювати Перепелиця Ніна Петрівна. Потім в бібліотеці працювали Л.Горбась, Г. Є. Літвінова. З 1995 року по 2011 рік завідувачкою бібліотеки була Дорогань Тетяна Ревазівна.
В 2012 році в бібліотеку прийшла Бібік Таїсія Вікторівна, яка працювала в Петрівській бібліотеці до 2015 року. В даний час в Осинівській бібліотеці працює Мірошніченко Вікторія Олександрівна. Бібліотека проводить свою роботу в співпраці зі школою, сільською радою, клубом. Проводяться спільні заходи до Дня села, до державних та народних свят. В бібліотеці існує дитячий гурток прикладної творчості «Дівочі таємниці». Осинівська сільська бібліотека є філією Куп'янської централізованої бібліотечної системи. Її читачами є більш як 250 жителів села, фонд налічує 4973 екземпляри.

## Економіка
- Молочно-товарна ферма

## Об'єкти соціальної сфери
- Школа